# Coupe des nations de rink hockey 1961
Navigation
Coupe des nations 1960 Coupe des nations 1962
La Coupe des nations de rink hockey 1961 est la 35e édition de la compétition. La coupe se déroule en avril 1961 à Montreux.

## Déroulement
Dès janvier 1961, l'annonce des pays participants est faits, avec la présence de l'Allemagne, l’Angleterre, la Belgique, l'Espagne, la Hollande, l'Italie, le Portugal et la Suisse lors des festivités de Pâques de 31 mars au 3 avril 1961. Selon le décompte de l'époque, il s'agit de la 14e édition de la compétition. Parmi les participants, seules l'Allemagne et l'Angleterre sont représentées par une équipe nationale, les autres pays le sont par des clubs.
Contrairement aux éditions précédentes, la compétition est divisée en deux phases :
La phase de qualification dure les trois premiers jours du tournoi. Durant cette phase, les 8 équipes sont réparties dans deux groupes. Dans chaque groupe, chaque équipe se rencontre une fois, afin d'établir un classement par groupe. Les deux premières équipes de chaque groupe sont qualifiés pour les demi-finales. Les deux équipes les moins bien placées s'affrontent dans un tournoi pour établir le classement final. La phase finale s'étale sur les deux derniers jours. Les deux meilleures équipes de chaque groupes s'affrontent dans un championnat. Les derniers et avant-derniers s'affrontent pour déterminer les places de classement.
La compétition est diffusée à la télévision romande, et est couverte par Martial Blanc pour la Gazette de Lausanne. Le match entre la Suisse et les Pays-Bas est diffusé en intégralité à la télévision durant l'après-midi, tandis qu'en soirée la télévision diffuse la compétition juste avant la fin de ses programmes.
Lors de l'ouverture du tournoi, la Hollande créée la surprise en tenant en échec le Portugal, alors que dans la rencontre entre l'Espagne et l'Allemagne tourne à l'avantage du prétendant des espagnols tenant du titre. La Suisse l'emporte nettement face à la Belgique.
L'organisation de la compétition en deux poules, ainsi que la présence de clubs et non de sélection nationale, a permis d'avoir un niveau plus homogène entre les équipes ce qui a été apprécié par la presse du point de vue du spectacle.
L'Espagne décroche sa troisième victoire consécutive dans la compétition à la suite de sa victoire face à l'équipe italienne.

## Phase de poules

### Groupe A
| Rang | Équipe      | Pts | J | G | N | P | Bp | Bc | Diff |  | Résultats  |  |     |     |     |
| ---- | ----------- | --- | - | - | - | - | -- | -- | ---- |  | ---------- |  | --- | --- | --- |
| 1    | CP Voltregá | 9   | 3 | 3 | 0 | 0 | 20 | 3  | +17  |  | Espagne    |  | 5-0 | 8-2 | 7-1 |
| 2    | Modena      | 6   | 3 | 1 | 1 | 1 | 9  | 12 | -3   |  | Italie     |  |     | 6-4 | 3-3 |
| 3    | Angleterre  | 5   | 3 | 1 | 0 | 2 | 9  | 15 | -6   |  | Angleterre |  |     |     | 3-1 |
| 4    | Allemagne   | 4   | 3 | 0 | 1 | 2 | 5  | 13 | -8   |  | Allemagne  |  |     |     |     |

### Groupe B
| Rang | Équipe      | Pts | J | G | N | P | Bp | Bc | Diff |  | Résultats |  |     |     |     |
| ---- | ----------- | --- | - | - | - | - | -- | -- | ---- |  | --------- |  | --- | --- | --- |
| 1    | HC Montreux | 9   | 3 | 3 | 0 | 0 | 17 | 9  | +8   |  | Suisse    |  | 4-3 | 6-3 | 7-3 |
| 2    | SL Benfica  | 6   | 3 | 1 | 1 | 1 | 15 | 8  | +7   |  | Portugal  |  |     | 3-3 | 9-1 |
| 3    | Pays-Bas    | 5   | 3 | 0 | 2 | 1 | 8  | 11 | -3   |  | Pays-Bas  |  |     |     | 2-2 |
| 4    | Belgique    | 4   | 3 | 0 | 1 | 2 | 6  | 18 | -12  |  | Belgique  |  |     |     |     |

## Phase finale
| Rang | Équipe      | Pts | J | G | N | P | Bp | Bc | Diff |  | Résultats |  |     |     |     |
| ---- | ----------- | --- | - | - | - | - | -- | -- | ---- |  | --------- |  | --- | --- | --- |
| 1    | CP Voltregá | 9   | 3 | 3 | 0 | 0 | 14 | 6  | +8   |  | Espagne   |  | 4-2 | 6-1 | 4-3 |
| 2    | SL Benfica  | 7   | 3 | 2 | 0 | 1 | 15 | 13 | +2   |  | Portugal  |  |     | 8-6 | 5-3 |
| 3    | Modena      | 5   | 3 | 1 | 0 | 2 | 13 | 15 | -2   |  | Italie    |  |     |     | 6-1 |
| 4    | Montreux HC | 3   | 3 | 0 | 0 | 3 | 7  | 15 | -8   |  | Suisse    |  |     |     |     |

## Matchs de classement
| 7e place   | Res | 8e place  |
| ---------- | --- | --------- |
| Belgique   | 4-2 | Allemagne |
| 5e place   | Res | 6e place  |
| Angleterre | 6-3 | Pays-Bas  |

## Classement final
| Place | Equipe      |
| ----- | ----------- |
|       | CP Voltregá |
|       | SL Benfica  |
|       | Modena      |
| 4     | Montreux HC |
| 5     | Angleterre  |
| 6     | Pays-Bas    |
| 7     | Belgique    |
| 8     | Allemagne   |

| Vainqueur du tournoi de Montreux 1961 |
| ------------------------------------- |
| CP Voltrega 1er                       |